# Henni Forchhammer
Henriette Sophie Forchhammer, kaldet "Henni" (8. marts 1863 i Aalborg – 31. maj 1955 på Frederiksberg) var en dansk sproglærer og kvindesagsforkæmper.
Hun var datter af Johannes Nicolai Georg Forchhammer, søster til lægen Johannes Georg Forchhammer og sangeren Viggo Forchhammer og tante til teaterdirektøren Bjarne Forchhammer. Hun var barnebarn af Johan Georg Forchhammer.
Hun var i 1899 medstifter af Danske Kvinders Nationalråd, hvis bestyrelse hun sad i fra begyndelsen. 1913-1931 var hun formand. Hun var i 1915 med til at stifte Kvindernes Internationale Liga for Fred og Frihed, og 1914-1930 var hun vicepræsident i International Council of Women. Fra 1920 til 1937 var hun medlem af den danske delegation til Folkeforbundet. 1932 modtog hun Fortjenstmedaljen i guld.
Hun døde i 1955.
Der findes en tegning af Forchhammer af Oscar Matthiesen, en tegning fra 1931 af Julie Marstrand og en tegning af Lazar.